# Блиншвиллер
Блиншвиллер (фр. Blienschwiller) — коммуна на северо-востоке Франции в регионе Гранд-Эст (бывший Эльзас — Шампань — Арденны — Лотарингия), департамент Нижний Рейн, округ Селеста-Эрстен, кантон Оберне. До марта 2015 года коммуна административно входила в состав упразднённого кантона Барр (округ Селеста-Эрстен).

## Географическое положение
Коммуна расположена приблизительно в 380 км к востоку от Парижа, в 37 км юго-западнее Страсбурга. Код INSEE коммуны — 67051.
Площадь коммуны — 3,07 км², население — 293 человека (2006) с тенденцией к росту: 329 человек (2013), плотность населения — 107,2 чел/км².

## Население
Население коммуны в 2011 году составляло 338 человек, в 2012 году — 334 человека, а в 2013-м — 329 человек.
| 1962 | 1968 | 1975 | 1982 | 1990 | 1999 | 2006 | 2008 | 2009 | 2011 | 2012 | 2013 |
| ---- | ---- | ---- | ---- | ---- | ---- | ---- | ---- | ---- | ---- | ---- | ---- |
| 386  | 365  | 350  | 304  | 292  | 288  | 293  | 320  | 333  | 338  | 334  | 329  |

Динамика населения:

## Администрация
| Период | Период | Фамилия        | Партия | Примечания |
| ------ | ------ | -------------- | ------ | ---------- |
| 1900   | 1914   | Альберт Ульрих |        | винодел    |
| 1914   | 1940   | Альфонс Гербер |        | винодел    |
| 1940   | 1945   | Рене Мец       |        | винодел    |
| 1945   | 1953   | Эрнест Гейгер  |        | винодел    |
| 1953   | 1977   | Рене Бон       |        | винодел    |
| 1977   | 2008   | Жан Сперри     |        | винодел    |
| 2008   | 2014   | Жан-Мари Солер |        | винодел    |

## Экономика
В 2007 году среди 190 человек в трудоспособном возрасте (15-64 лет) 158 были экономически активными, 32 — неактивными (показатель активности — 83,2 %, в 1999 году было 76,8 %). Из 158 активных работали 148 человек (75 мужчин и 73 женщины), безработных было 10 (3 мужчин и 7 женщин). Среди 32 неактивных 11 человек были учениками или студентами, 15 — пенсионерами, 6 были неактивными по другим причинам.
В 2010 году из 207 человек трудоспособного возраста (от 15 до 64 лет) 173 были экономически активными, 34 — неактивными (показатель активности 83,6 %, в 1999 году — 76,8 %). Из 173 активных трудоспособных жителей работали 162 человека (82 мужчины и 80 женщин), 11 числились безработными (трое мужчин и 8 женщин). Среди 34 трудоспособных неактивных граждан 12 были учениками либо студентами, 16 — пенсионерами, а ещё 6 — были неактивны в силу других причин.

## Достопримечательности (фотогалерея)
В числе основных достопримечательностей:
- Католическая церковь Св. Иннокентия (XVII век). Исторический памятник с 1931 года[13]
- Восьмиугольный фонтан (XVI век). Исторический памятник с 1931 года[14]
- Часовня Св. Эразма (XIII век). Построена на месте древнего храма, посвящённого богине плодородия
- Плебания (XVIII век), расположена рядом с церковью.

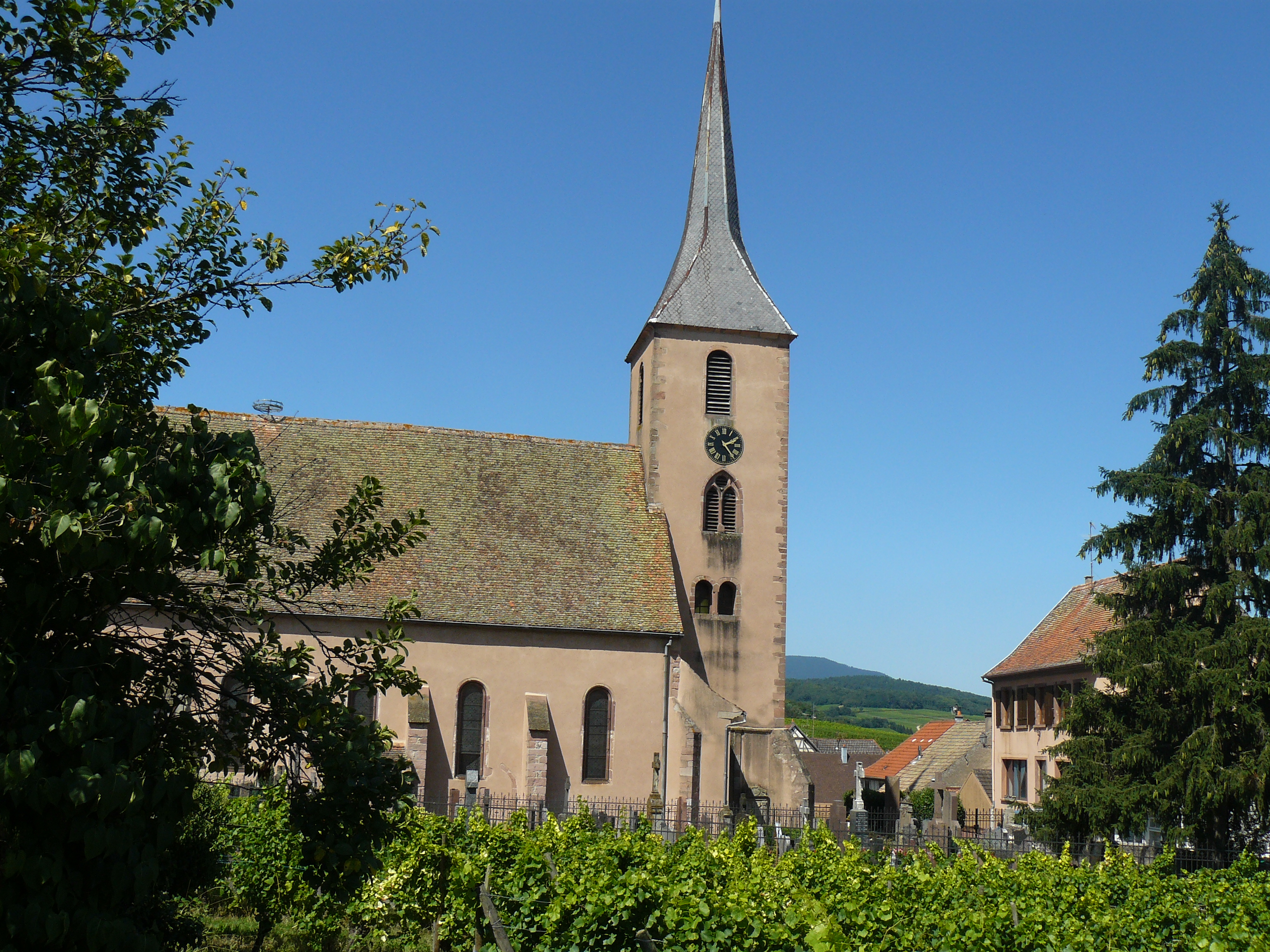
Церковь Святого Иннокентия
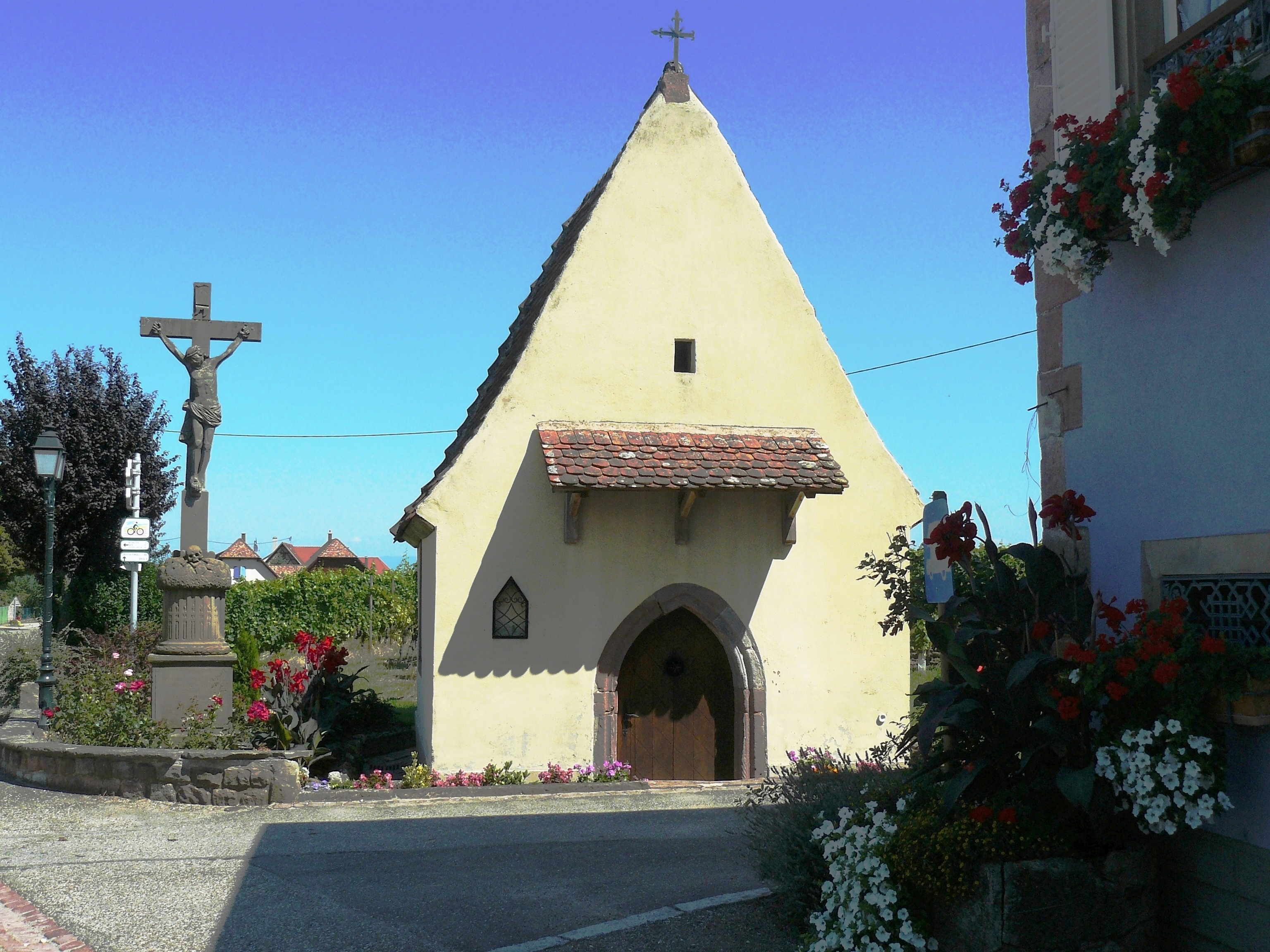
Часовня Святого Эразма
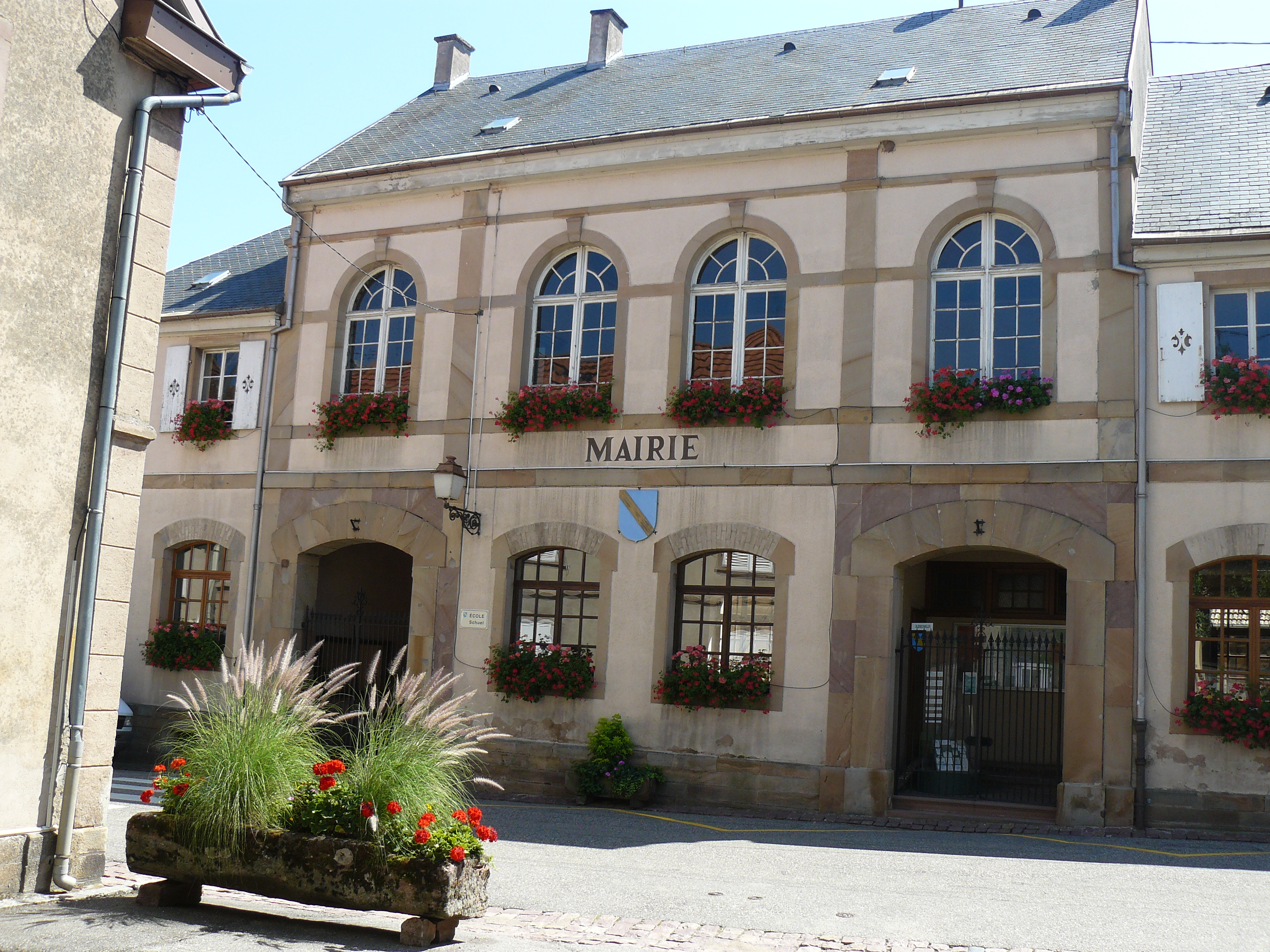
Здание мэрии-школы